# فيلهلم فون هانو

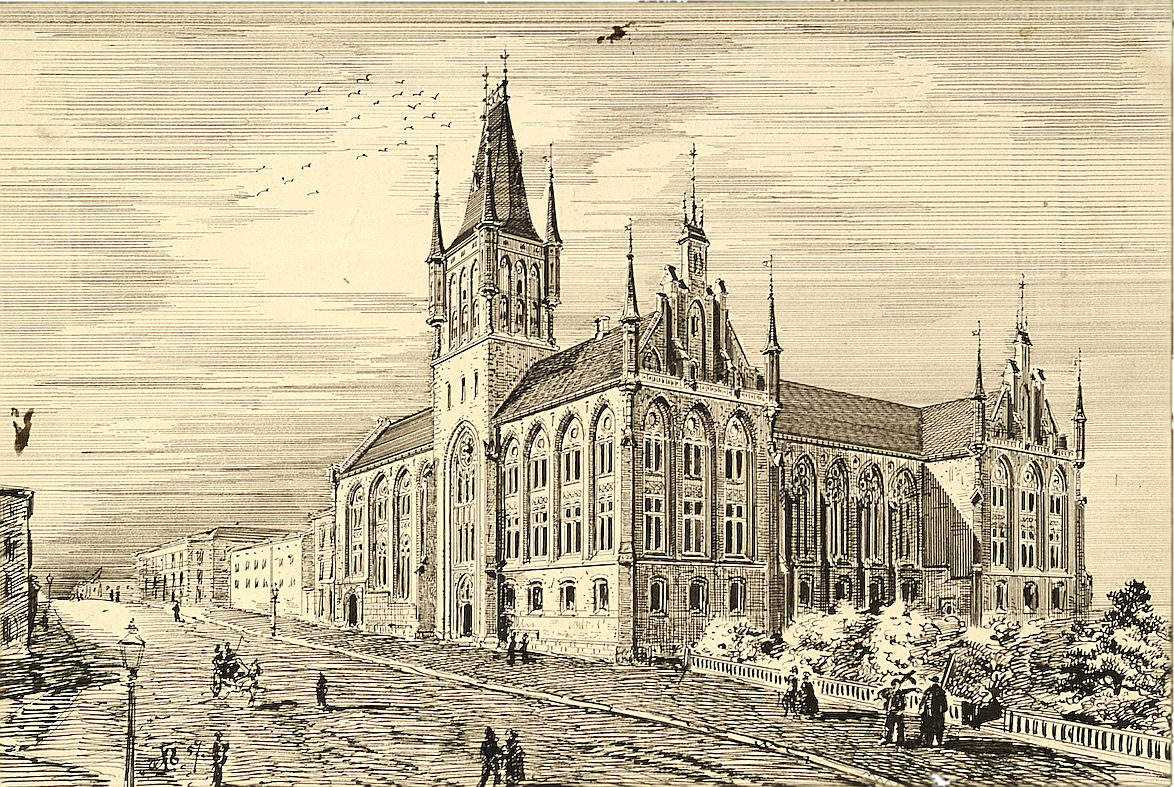
فون هانو والفوز شيرمر (ولكن بنيت أبدا) تصميم لبرلمان البناء النرويج

اندرياس فريدريك فيلهلم فون هانو (15 ديسمبر 1826 – 12 ديسمبر 1882) كان مهندس ألماني المولد، ونحات ورسام أيضا، واشتهر بأعماله في النرويج.

## سيرته الذاتية
ولد فيلهلم فون هانو (Wilhelm von Hanno) في همبورغ بألمانيا وتلقى تعليمه هناك بين عامي 1840 و1843. وقدم إلى كريستيانا التي أصبحت اليوم أوسلو عام 1850.
في عام 1853 دخل فون هانو في شراكة مع هينريش ارنست شيرمر (Heinrich Ernst Schirmer) وصمما عدد من الأبنية الهامة في النرويج، بما في ذلك عدد من المباني العسكرية والمساكن الخاصة. من بين أعمالهم مستشفى جستاد (Gaustad)، كنيسة تانجن (Tangen) في (1854)، كنيسة فستر آكر (Vestre Aker) بين عامي (1853-1855) وكنيسة أوستر آكر (Østre Aker Church) بين عامي (1857-1860). صمم شيرمر وهانو جميع المحطات على أول خط للسكة الحديدية في النرويج، خط هوفد (Hoved) بين كريستيانيا وإيدزويل (Eidsvoll) والذي تم الانتهاء في عام 1854. صمم فون هانو كنيسة الثالوث (Trefoldighetskirken) عام (1858)، والجزء الأول من محطة كريستيانيا والتي تعرف اليوم باسم محطة أوسلو المركزية، بالتعاون مع هينريش ارنست شيرمر. كما أنهم صمموا الخطط الأولية لمبنى البرلمان النرويجي ، ولكن تم تجاهل هذا التصميم في وقت لاحق.

## حياته الشخصية
تزوج فيلهلم فون هانو في عام 1859 من ماريا تيريزيا بالينبيرج (1827-1898). وهم أجداد الفنان النرويجي كارل فون هانو (Carl von Hanno).

## معرض صور

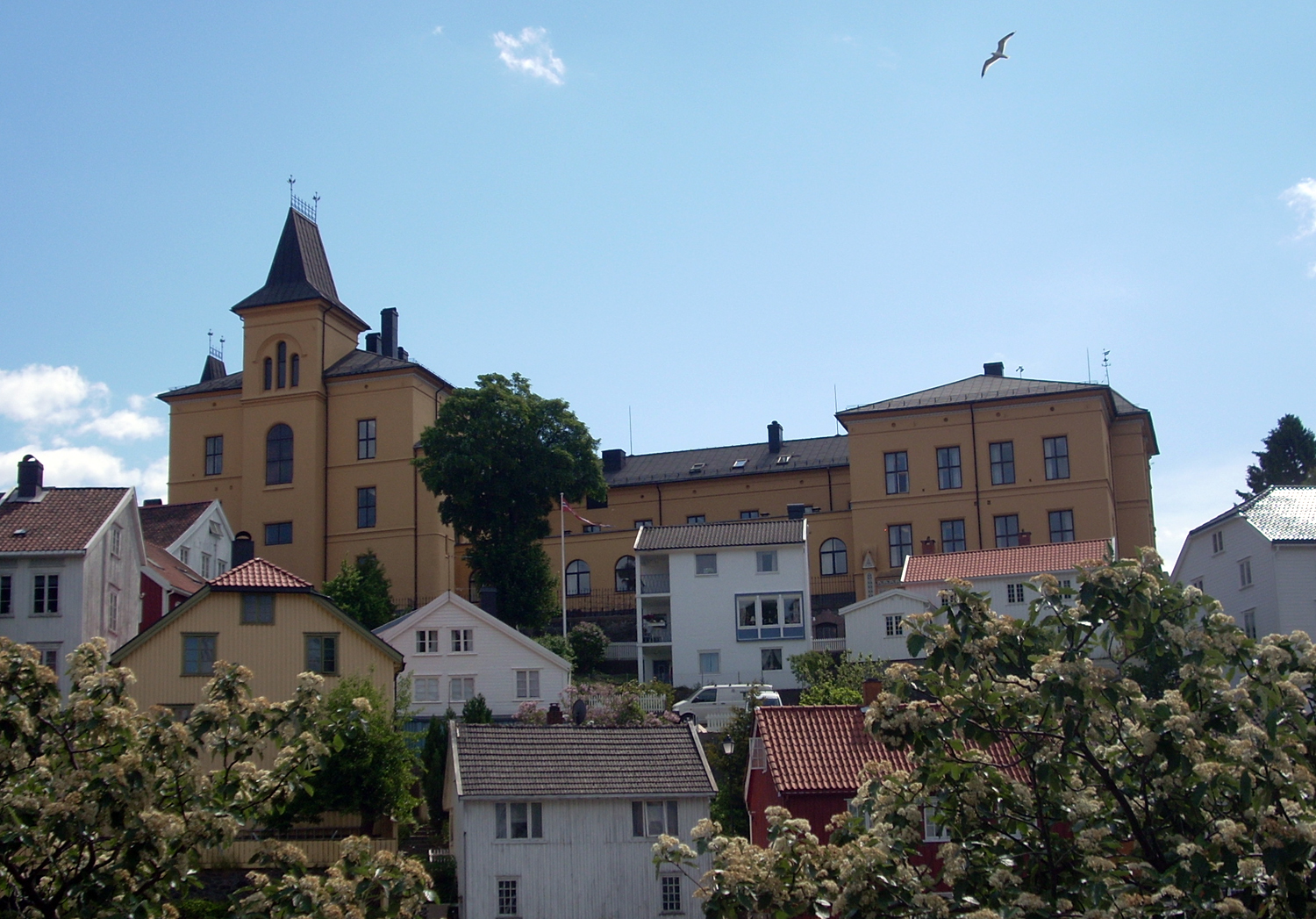
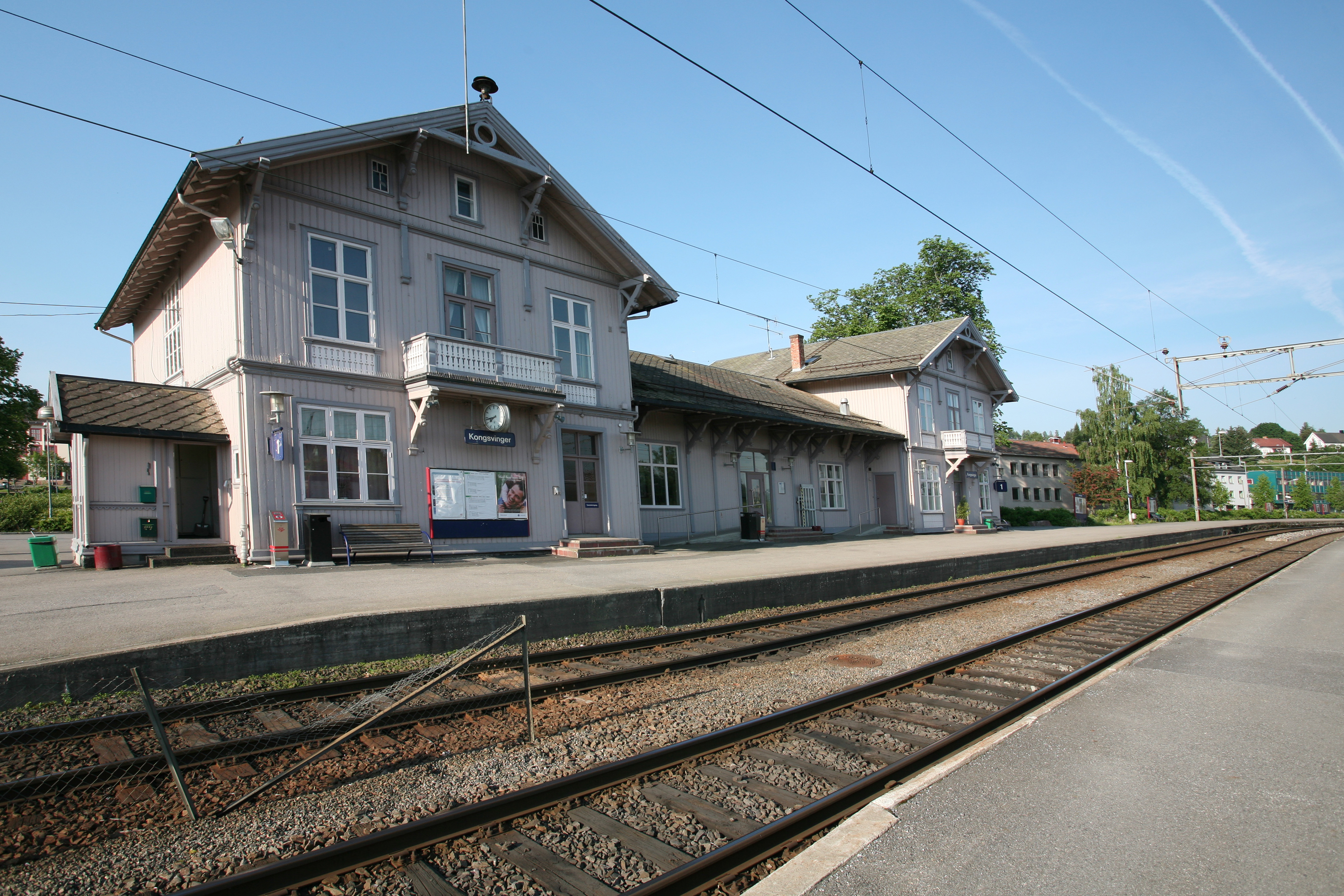
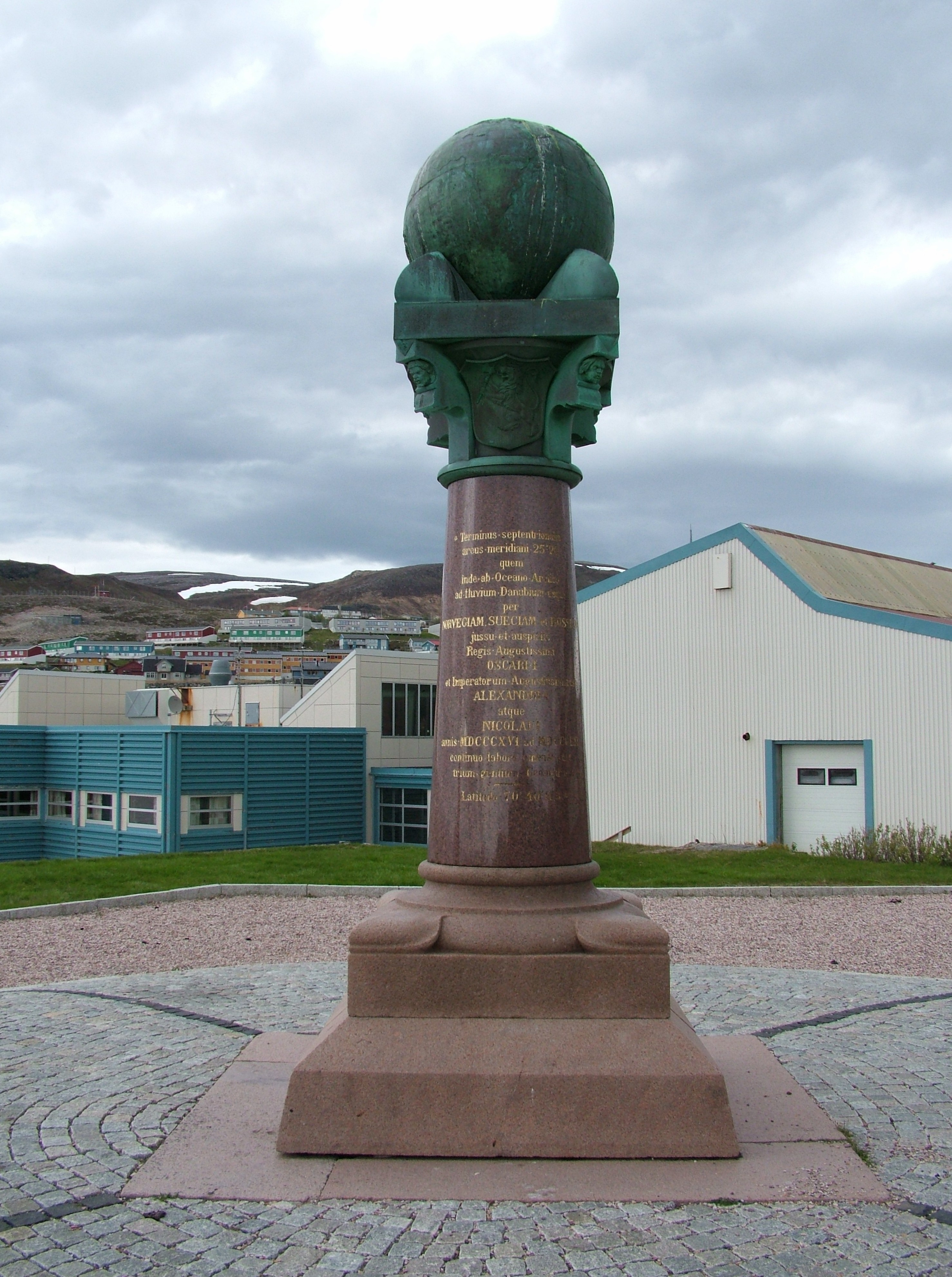
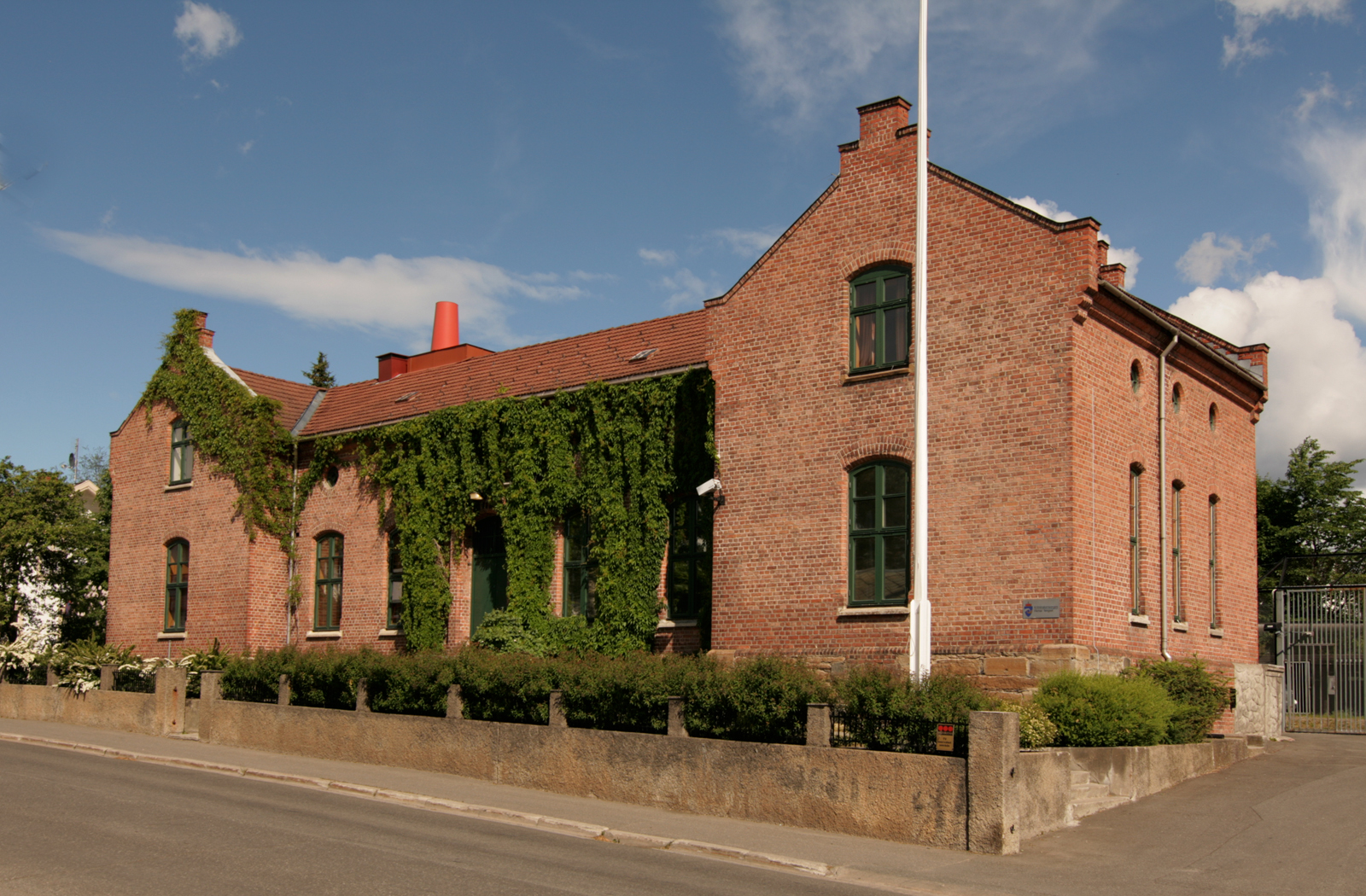
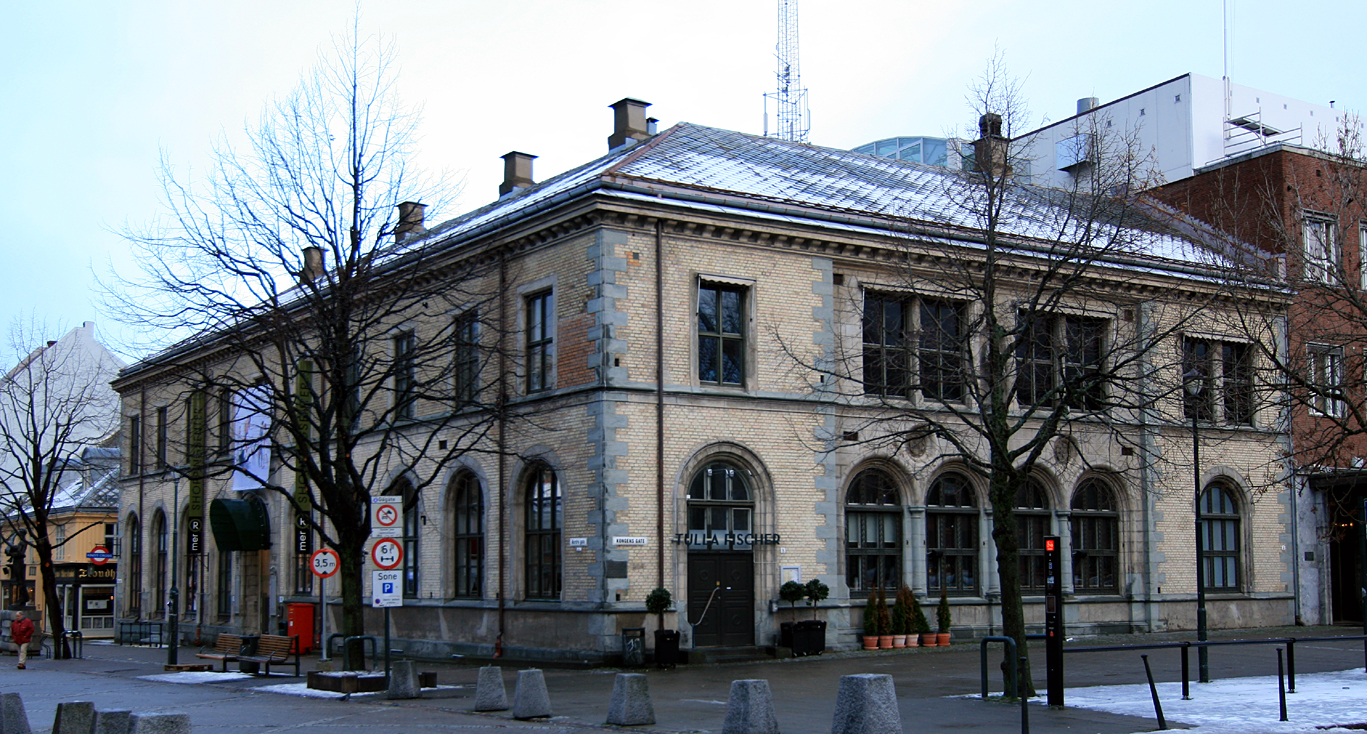